# Natalia D'Angelo
Natalia D'Angelo, född 14 december 1998 i Avezzano, är en italiensk taekwondoutövare. 

## Karriär
I juni 2023 vid europeiska spelen i Kraków-Małopolska tog D'Angelo brons i 67 kg-klassen.